# Абрамовский сельсовет (Новосибирская область)
Абрамовский сельсовет — сельское поселение в Куйбышевском районе Новосибирской области Российской Федерации.
Административный центр — село Абрамово.

## История
Статус и границы сельского поселения установлены Законом Новосибирской области от 2 июня 2004 года № 200-ОЗ «О статусе и границах муниципальных образований Новосибирской области»

## Население
| 2002  | 2010  | 2012  | 2013  | 2014  | 2015  | 2016  |
| ----- | ----- | ----- | ----- | ----- | ----- | ----- |
| 1485  | ↗1508 | ↘1479 | ↘1424 | ↘1381 | ↘1371 | ↘1335 |
| 2017  | 2018  | 2019  | 2020  | 2021  |       |       |
| ↗1336 | ↘1327 | ↘1306 | ↘1278 | ↘1270 |       |       |

## Состав сельского поселения
| № | Населённый пункт  | Тип населённого пункта       | Население |
| - | ----------------- | ---------------------------- | --------- |
| 1 | Абрамово          | село, административный центр | ↘1222     |
| 2 | Мангазерка        | деревня                      | ↘73       |
| 3 | Осинцево          | деревня                      | ↘100      |
| 4 | Старогребенщиково | деревня                      | ↗113      |